# Vector 3
Vector 3 è una serie di personal computer prodotti dall'azienda californiana Vector Graphic Inc. intorno al 1980 e rivolti all'uso professionale. Il computer è costituito da un blocco unico da tavolo che comprende unità centrale, monitor da 12" a fosfori grigi e tastiera QWERTY con tastierino numerico. La risoluzione video, solo in modalità testo, è di 24 righe da 80 caratteri, ciascuno di 8x12 pixel.
Il sistema si basa sul bus S-100 e sul microprocessore Zilog Z80, con 64 kB di RAM nelle versioni monoutente. La memoria video contiene per intero i 2000 caratteri visualizzabili (inclusi i caratteri semigrafici) ed è direttamente connessa alla CPU, permettendo una velocità di aggiornamento del video notevole per l'epoca, con assenza di sfarfallii.
Il software in dotazione, orientato a essere standard per quei tempi, è costituito dal sistema operativo CP/M e il linguaggio di programmazione Microsoft BASIC. I principali software applicativi sono il foglio elettronico ExecuPlan, la videoscrittura Memorite III e il database CCA Data Management System.
I modelli della famiglia Vector 3 differiscono per la memoria di massa: Vector 1600 (o "VIP" se include ExecuPlan) con un lettore di floppy disk 5,25" da 630 kB, Vector 2600 con due lettori, Vector 3005 con un lettore e un disco rigido da 5 MB, Vector 2800 con due lettori 8" (2,05 MB totali), Vector 3032 con disco rigido da 32 MB, nonché versioni con unità centrale separata dal terminale/i che consentono la multiutenza, come il Vector 5005 con fino a 5 terminali.